# Black and Blue
Black And Blue (Negre i blau) és el tretzè al Regne Unit i quinzè en els Estats Units àlbum d'estudi de la banda de rock britànica The Rolling Stones, llançat el 1976. Es destaca per ser el primer àlbum d'estudi de la banda després de la partida del guitarrista Mick Taylor. També per ser el primer en què hi apareix Ron Wood, qui després quedaria com a membre oficial dels Stones. Wood havia tocat la guitarra acústica de dotze cordes en la cançó It's Only Rock 'n' Roll (But I Like It) de l'àlbum It's Only Rock 'n' Roll i apareix en la meitat de les cançons de Black and Blue (principalment en cors) amb Wayne Perkins i Harvey Mandel tocant la guitarra en els títols restants.
L'àlbum va mostrar a la banda incorporant el seu tradicional estil de rock and roll amb fortes influències de reggae i funk. Encara gravat en un moment de transició per a la banda, va rebre crítiques mixtes a positives revisions retrospectives de publicacions com Allmusic, amb el crític Stephen Thomas Erlewine dient sobre la gravació: "conté cançons amb llargs grooves i jams", concloent que "això és el millor sobre ella".

## Història

### Antecedents i enregistrament
El desembre de 1974 els Rolling Stones van tornar a Múnic, Alemanya (lloc de gravació de It's Only Rock'n'Roll) i van començar a treballar en el seu següent àlbum amb Mick Jagger i Keith Richards, sota el nom de The Glimmer Twins, com a productors novament. Amb vista a llançar el nou disc a temps per a la seva nova gira pels Estats Units, Tour of the Americas, la banda va continuar el seu treball a Rotterdam, Països Baixos al mateix temps que audicionava guitarristes. Entre els aspirants hi havia Jeff Beck, Rory Gallagher, Harvey Mandel, Wayne Perkins, Peter Frampton, i Ron Wood, encara que només Mandel, Perkins i Wood apareixerien en l'àlbum finalment. Amb molta feina al davant encara, van decidir posposar el llançament per a l'any entrant i llançar en el seu lloc el compilat Made in the Shade. Cherry Oh Baby (cover de la cançó reggae de 1971 d'Eric Donaldson) seria l'única cançó del pròxim àlbum tocada esporàdicament al Tour of the Americas.
Després de finalitzar la gira, la banda va anar a Montreux, Suïssa, l'octubre per fer algun treball d'overdub (tècnica d'enregistrament), tornant a Musicland Studios a Múnic el desembre per realitzar treballs similars. Després d'alguns retocs finals, Black and Blue es va completar a la ciutat de Nova York el febrer de 1976. Llavors, els Stones van volar a Sanibel Island Beach a la Illa Sanibel, Florida, per ser fotografiats pel famós fotògraf de moda Hiro per a la coberta de l'àlbum. Estilísticament, Black and Blue abasta el hard rock en Hand of Fate i Crazy Mama, el funk en Hot Stuff, el reggae en Cherry Oh Baby i el jazz en Melody (amb la participació del talentós Billy Preston, un gran contribuent en l'àlbum). Estils musicals i temàtiques s'han fusionat en els set minuts de Memory Motel, tant amb Jagger i Richards que aporten les veus d'una cançó d'amor integrat dins d'una vida al carrer.

### Llançament i recepció
Llançat l'abril de 1976 -amb la cançó Fool To Cry com a primer senzill, que va arribar al Top 10 en molts llocs del món- Black and Blue va aconseguir el lloc # 2 en el Regne Unit i es va mantenir quatre setmanes al cap de munt de les llistes d'èxits en els Estats Units, sent certificat platí. La visió crítica va ser mixta: Lester Bangs va escriure a la revista Creem que "aquest és el primer àlbum sense sentit dels Rolling Stones, i gràcies a Déu"; però, a la Guia del Consumidor de Creem de 1976, Robert Christgau va classificar l'àlbum amb una A-.
Mentre que oficialment es van acreditar les cançons de l'àlbum excepte Cherry Oh Baby a Jagger / Richards com a autors, el crèdit per Hey Negrita específica 'Inspiració per Ron Wood ' i Melody indica 'Inspiració per Billy Preston. Bill Wyman llançaria després una versió de Melody amb la seva banda Rhythm Kings, acreditant a Preston com a autor. Dues pistes extres gravades en les sessions de Rotterdam van ser alliberades més tard en l'àlbum Tattoo You de 1981: Slave i Worried About You.
L'àlbum va ser promogut amb un polèmic cartell a Sunset Boulevard, Hollywood, en el qual s'apreciava a la model Anita Russell colpejada i sotmesa, acompanyada de la frase "Estic negra i blava (Black and Blue és una forma popular de referir-se als blaus) per culpa dels Rolling Stones, però m'encanta!". La cartellera es va retirar després de les protestes per part del grup feminista Women Against Violence Against Women, tot i que la banda va guanyar àmplia cobertura de premsa. Malgrat tot aquest enrenou, la model va declarar "La gent hauria de tenir més sentit de l'humor". El 1994, Black and Blue va ser remasteritzat i rellançat per Virgin Records, una altra vegada el 2009 per Universal Music i una vegada més el 2011 per Universal Music Enterprises en una versió únicament japonesa en SHM-SACD .

## Llista de cançons
Totes les lletres escrites per Jagger/Richards, excepte on s'indiqui. 
| 1. | «Hot Stuff»                       | 5:20 |
| 2. | «Hand of Fate»                    | 4:28 |
| 3. | «Cherry Oh Baby» (Eric Donaldson) | 3:57 |
| 4. | «Memory Motel»                    | 7:07 |

| 5. | «Hey Negrita» (inspirada per Ron Wood) | 4:59 |
| 6. | «Melody» (inspirada per Billy Preston) | 5:47 |
| 7. | «Fool to Cry»                          | 5:03 |
| 8. | «Crazy Mama»                           | 4:34 |